# جان هالت
جان هالت (به انگلیسی: John Caldwell Holt) (۱۴ آوریل ۱۹۲۳ - ۱۴ سپتامبر ۱۹۸۵) نظریّه پرداز آموزشی، منتقد آموزش رسمی و خصوصاً نظام آموزشی آمریکا بود.
به عنوان مثال در نیمهٔ اول کتاب «مدرسه برای کودکان بد است» (به انگلیسی: School is Bad for Children)، هالت به انتقاد از سیستم رسمی آموزش در آمریکا پرداخته و معتقد بود که این سیستم کنجکاوی طبیعی، اطمینان، انرژی و ابتکار را از دانش آموزان گرفته، و آن‌ها را غیرفعال، تنبل و بی‌تفاوت می‌کند. سپس در نیمهٔ دوم کتابش راهکارهایی جهت خروج از این وضعیت پیشنهاد می‌کند. در کتاب زمینه‌یابی شکست تحصیلی کودکان در مورد عواقب نحوه تفکر که «وظیفه و حق معلمان است که به دانش آموزان بگویند که آن‌ها چه چیزی را باید یاد بگیرند» صحبت کرده‌است. هالت در این کتاب مدارس آمریکا را این‌گونه توصیف کرد:
مدرسه تا حد بسیار زیادی جایی است که کودکان در آن آموزش احمق بودن می‌بینند. نوزادان احمق نیستند. کودکان در سن یک، دو و حتی سه با تمام وجود خود را درگیر هر کاری که مشغول آن هستند، می‌کنند. آن‌ها زندگی را در آغوش می‌کشند، آن را می‌بلعند؛ به همین دلیل است که به سرعت یاد می‌گیرند، و همراهان خوبی هستند. بی میلی، کسلی، بی علاقگی، همه بعدها می‌آیند. کودکان با کنجکاوی به مدرسه می‌آیند؛ ولی در طی چند سال اکثر کنجکاوی آن‌ها می‌میرد؛ یا حداقل ساکت می‌شود. اگر از یک کلاس اولی یا کلاس سومی سؤالی بپرسید در پاسخ دادن کم نخواهد گذاشت؛ کلاس پنجمی هیچ چیزی نمی‌گوید.
هالت از طرفداران مدرسه در منزل بود.